# Naches (EO)
Naches is een televisieprogramma dat elke nacht van zondag op maandag wordt uitgezonden door de Joodse redactie van de Nederlandse publieke omroep EO waarin een inkijkje wordt gegeven in het leven van een Joodse Nederlander. Het woord naches is Jiddisch voor plezier, jofel joods.
Vanaf september 2018 wordt de zondagmiddag erop de aflevering rond 16.15 uur herhaald. Op zondag 5 mei 2019 werd er een Naches Special van één uur uitgezonden waarin onder meer Benjamin Herman van de New Cool Collective toelichtte wat vrijheid voor hem behelst. Het tweede seizoen ging op 21 juli 2019 van start en het derde seizoen op 12 april 2020.